# Asunder, Sweet and Other Distress
 (mars 2017).
Si vous disposez d'ouvrages ou d'articles de référence ou si vous connaissez des sites web de qualité traitant du thème abordé ici, merci de compléter l'article en donnant les références utiles à sa vérifiabilité et en les liant à la section « Notes et références ».
Albums de Godspeed You! Black Emperor
Allelujah! Don't Bend! Ascend!
(2012) Luciferian Towers
(2017)
Asunder, Sweet and Other Distress (typographié « ’Asunder, Sweet And Other Distress’ ») est le 5e album studio du groupe de post-rock canadien Godspeed You! Black Emperor, sorti le 31 mars 2015.

## Présentation
Initialement annoncé pour le 24 février 2015, l'album sort finalement le 31 mars, avec, au préalable, une diffusion en streaming sur SoundCloud, par Constellation Records, dès le 24 mars. Le groupe a également partagé un extrait de Peasantry or 'Light! Inside of Light!' (toujours sur SoundCloud) fin février.
Asunder, Sweet and Other Distress est un album plus drone que le reste de la discographie du groupe.
C'est le premier album complet du groupe depuis f♯ A♯ ∞ (1997) qui a une durée compatible avec celle du vinyle (c'est-à-dire une quarantaine de minutes).
C'est aussi le tout premier album du groupe à ne pas contenir de monologues, de dialogues ou d'enregistrements sonores de la nature ou de la ville.
L'album est entièrement basé sur la suite Behemoth, qui est jouée en live par le groupe depuis 2012.

### Composition
L'album est dominé par deux pièces assez longues, avec deux morceaux plus courts et drones entre les deux, alors que les deux longues pièces sont plus proches du style post-rock.

### Réception critique
Si certains critiques pensent que l'album est assez décevant, beaucoup pensent, cependant, qu'il est une autre œuvre majeure que nous livre le groupe.
Les aspects positifs selon la critique sont les deux longues pièces et la puissance dévastatrice de l'album, les aspects négatifs sont les deux morceaux drones et le fait que l'album soit dérivé d'une pièce déjà existante.

## Liste des titres
| 1.    | Peasantry or ‘Light! Inside of Light!’ | 10:28 |
| 2.    | Lambs’ Breath                          | 9:52  |
| 3.    | Asunder, Sweet                         | 6:13  |
| 4.    | Piss Crowns Are Trebled                | 13:50 |
| 40:23 |                                        |       |

## Crédits

### Membres du groupe
- Thierry Amar : basse, double basse, contrebasse
- David Bryan : guitare électrique, Portasound (synthétiseur Yamaha), orgue électronique, drones
- Aidan Girt : batterie
- Timothy Herzog : batterie, drones
- Efrim Manuel Menuck : guitare électrique
- Mike Moya : guitare électrique
- Mauro Pezzente : basse
- Sophie Trudeau : violon, drones

### Équipe technique et production
- Enregistrement, mixage : Greg Norman
- mixage : Godspeed You! Black Emperor
- Mastering : Harris Newman
- Technicien film (Format 16 mm) : Karl Lemieux

## Classements
| Chart (2015)                  | Meilleure position |
| ----------------------------- | ------------------ |
| Royaume-Uni (UK Albums Chart) | 37                 |
| États-Unis (Billboard 200)    | 129                |